# Liste der Naturdenkmale in Dötlingen
Die Liste der Naturdenkmale in Dötlingen enthält die Naturdenkmale in Dötlingen im Landkreis Oldenburg in Niedersachsen.
Am 31. Dezember 2016 gab es nach der Statistik des Niedersächsischen Landesbetrieb für Wasserwirtschaft, Küsten- und Naturschutz im Landkreis Oldenburg insgesamt 346 Naturdenkmale im Zuständigkeitsbereich der Unteren Naturschutzbehörde.
Die vom Landkreis Oldenburg veröffentlichten Listen nennen insgesamt 354 Naturdenkmale. Von diesen liegen 41 im Gebiet der Gemeinde Dötlingen.

## Naturdenkmale
| Bild                          | Bezeichnung                 | Ort, Lage                         | Beschreibung | Schutzzweck | Nummer |
| ----------------------------- | --------------------------- | --------------------------------- | --- | ----------- | ------ |
| Fotos hochladen               | Gierenberg                  | (52° 55′ 57,3″ N, 8° 23′ 2,8″ O)  | Besondere Hangsituation am Terrassenrand zum Huntetal, Sandheide auf der Kuppe. Fläche 24870 m² |             | ND 101 |
| mehr Fotos \| Fotos hochladen | Hexenstein                  | (52° 59′ 12,1″ N, 8° 22′ 56,7″ O) | Findling mit abgeflachter, sichtbarer Oberfläche von über 8 m². |             | ND 102 |
| Fotos hochladen               | Oltmann-Berg                | (52° 57′ 35,9″ N, 8° 19′ 57,7″ O) | Flußnahe isolierte Düne auf der Ostseite der Hunte, Sandtrockenrasen, Sandheide. Fläche 14583 m² |             | ND 105 |
| mehr Fotos \| Fotos hochladen | Dorfeiche Dötlingen         | (52° 56′ 7,9″ N, 8° 22′ 50,4″ O)  | Aufrechter, freistehender Torso einer ehemals mächtigen Solitäreiche, Alter angeblich ca. 1000 Jahre. Fläche 200 m²                                                                                              |             | ND 106 |
| BW                            | Buchenallee Aschenstedt     | (52° 56′ 3,2″ N, 8° 24′ 25,5″ O)  | Alter der mächtigen Buchen ca. 70–110 Jahre, Höhe 20–25 m, Stammumfang 1,85–2,80 m, Länge der Allee ca. 450 m, einzelne Lücken. Fläche 7500 m²                                                                   |             | ND 107 |
| Fotos hochladen               | Linden-Ulmenallee Ohe       | (52° 58′ 43,4″ N, 8° 23′ 5,9″ O)  | Landschaftsbildprägende, geschlossene Allee, Alter der Linden ca. 50–90 Jahre, Höhe 16–18 m, Stammdurchmesser 1,24–2,69 m, Länge der Allee ca. 200 m. Fläche 3800 m²                                             |             | ND 108 |
| BW                            | Bareler Moor                | (53° 0′ 5,5″ N, 8° 25′ 58,9″ O)   | Großes, vermoortes Schlatt; Teil einer Kette von 3 Schlatts, vorentwässert, Bruchwald. Inmitten landwirtschaftlicher Nutzflächen gelegen. Fläche 27516 m² (Siehe auch Mädchen aus dem Bareler Moor#Bareler Moor) |             | ND 109 |
| Fotos hochladen               | Gerken-Moor                 | (53° 0′ 13,5″ N, 8° 25′ 52,8″ O)  | Mittleres von 3 Schlatts, vermoort, vorentwässert, Bruchwald. Inmitten landwirtschaftlicher Nutzflächen gelegen. Fläche 13040 m²                                                                                 |             | ND 110 |
| Fotos hochladen               | Reinbargsmoor               | (52° 58′ 51,2″ N, 8° 27′ 53,4″ O) | Schlatt mit Verlandungsvegetation, teilweise mit Torfmoos-Gesellschaft; randliche Nutzung durch Kuhweide. Fläche 6900 m²                                                                                         |             | ND 111 |
| Fotos hochladen               | Haverkamps Schlatt          | (53° 0′ 24,4″ N, 8° 26′ 19,9″ O)  | Schlatt mit Verlandungsvegetation, am Rande Gehölzbewuchs. Fläche 11000 m² |             | ND 112 |
| Fotos hochladen               | Brandkuhlenmoor             | (52° 59′ 12,9″ N, 8° 28′ 47,4″ O) | Vermoortes Schlatt mit eingelagerten Torfstichen, am Rande Gehölzbewuchs. Fläche 6400 m² |             | ND 114 |
| Fotos hochladen               | Schierholtsmoor             | (52° 58′ 45,5″ N, 8° 27′ 41,2″ O) | Schlatt mit Sumpf- und Wasserflächen sowie einer Gehölzinsel. Fläche 14200 m² |             | ND 115 |
| Fotos hochladen               | Sichtsmoor                  | (52° 59′ 0,8″ N, 8° 28′ 8,9″ O)   | Vermoortes Schlatt mit eingelagerten Torfstichen, am Rande Gehölzbewuchs. Fläche 6202 m² |             | ND 116 |
| Fotos hochladen               | Das krause Moor             | (52° 57′ 35,2″ N, 8° 30′ 24″ O)   | Schlatt mit offener Wasserfläche, Birkenbruchwald. Fläche 24775 m² |             | ND 117 |
| Fotos hochladen               | Das kleine Moor             | (52° 56′ 32,3″ N, 8° 29′ 1,9″ O)  | Schlatt mit wenig gestörter Kleinstmoorbildung, angrenzend Birkenbruchwald, Nadelwald, durchforstet und mit Buchen unterpflanzt. Fläche 35245 m²                                                                 |             | ND 118 |
| Fotos hochladen               | Hexenbett                   | (52° 59′ 13,5″ N, 8° 22′ 44,9″ O) | Findling von 2,5 m × 1,60 m Größe, der am Originalfundort ca. 70 cm über der Erdoberfläche sichtbar ist. Der Fundort befindet sich in einem Waldstück in der Nähe des ND 102 (Hexenstein).                       |             | ND 119 |
| Fotos hochladen               | Findling am Stadtweg        | (52° 57′ 14,9″ N, 8° 27′ 25,9″ O) | Findling von ca. 2,7 × 1,8 × 2 m, der von seinem Originalfundort auf einem Acker in der Nähe entfernt wurde |             | ND 120 |
| Fotos hochladen               | Schlatt beim Iserloyer Sand | (52° 57′ 27,5″ N, 8° 24′ 42,3″ O) | Moorschlatt mit nassen, nährstoffreichen Niedermoorstandorten und eingelagerten Torfstichen, darin verbreitet Sumpfcalla. Fläche 13200 m²                                                                        |             | ND 121 |
| Fotos hochladen               | Lütje Moor                  | (52° 59′ 34,4″ N, 8° 27′ 57,3″ O) | Am Waldrand gelegenes, kleines, sehr nasses, torfmoosreiches Moor mit viel Scheidenwollgras. Fläche 22000 m² |             | ND 122 |
| Fotos hochladen               | Teich bei Brettorf          | (52° 57′ 48,8″ N, 8° 28′ 28,1″ O) | Naturnahes Gewässer im Bereich einer ehemaligen Sandgrube mit Rohrkolben und Schilfröhricht, randlich Weidengebüsch. Fläche 8900 m²                                                                              |             | ND 123 |
| Fotos hochladen               | Tonkuhle Neerstedt          | (52° 59′ 17,5″ N, 8° 23′ 22,7″ O) | Große, zum Teil rekultivierte, ehemalige Tongrube mit Abbaugewässern, Schilfröhricht, Weidengebüsch. Fläche 45000 m²                                                                                             |             | ND 124 |
| Fotos hochladen               | Rittrumer Berge             | (52° 59′ 1,4″ N, 8° 19′ 48,3″ O)  | Eindrucksvoll geformte Steilkante an der Ostseite der Hunte mit sehr alten urwüchsigen Bäumen (Eichen und Buchen). Fläche 62200 m²                                                                               |             | ND 125 |
| BW                            | Eilersche Badestelle        | (52° 58′ 7,8″ N, 8° 20′ 11,9″ O)  | Nordöstlicher Teil einer Hunte-Altwasserschleife und durch Aufstau eines Wasserzuges entstandener Teich mit Röhrichten und Verlandungsvegetation, ehemalige Badestelle. Fläche 18200 m²                          |             | ND 126 |
| BW                            | Schwarzes Moor              | (52° 58′ 6,4″ N, 8° 20′ 43,4″ O)  | Flache, vermoorte Senke in sandiger Geest mit nassen Niedermoor-, Übergangsmoor- und Anmoorstandorten mit naturnaher Hochmoorvegetation, Moorwiese, Erlen- und Birkenbruchwald. Fläche 32100 m²                  |             | ND 127 |
| BW                            | Talrand am Wellohsberg      | (52° 54′ 58,1″ N, 8° 25′ 1,9″ O)  | Hangdruckwassergeprägter Talrand mit Nassgrünland, Gagelgebüsch und Erlenbruchwald, zur Hunte hin Sandtrockenrasen. Fläche 55250 m²                                                                              |             | ND 128 |
| Fotos hochladen               | Schlatt am Bareler Berg     | (52° 59′ 38,1″ N, 8° 25′ 38,5″ O) | Birkenbruchwald in flacher Senke mit flach überstauten Anmoorstandorten. Im Zentrum Torfmoosdecke, vereinzelt Scheidenwollgras. Fläche 10000 m²                                                                  |             | ND 129 |
| BW                            | Schlatt beim Dötlinger Holz | (52° 56′ 49,3″ N, 8° 23′ 9,2″ O)  | Bewaldetes Moorschlatt mit feuchten bis nassen, sehr stark durch Torfstich zerkuhlten Standorten, in den Torfstichen Sumpfcalla. Fläche 6300 m²                                                                  |             | ND 130 |
| BW                            | Buche am Dötlinger Holz     | (52° 56′ 34,1″ N, 8° 23′ 4,6″ O)  | Mächtige, am Waldrand stehende Buche mit einem Stammumfang von 5,3 m, Kronendurchmesser ca. 30 m, Höhe 30 m, Stamm bis Kronenansatz 5 m. Fläche 750 m²                                                           |             | ND 131 |
| BW                            | Eiche am Rittrumer Mühlbach | (52° 58′ 55,6″ N, 8° 22′ 14,9″ O) | mächtige, freistehende alte Eiche, Stammumfang 4 m, Höhe ca. 17 m, Kronendurchmesser 24 m, Kronenansatz in 1,7 m Höhe. Fläche 500 m²                                                                             |             | ND 132 |
| Fotos hochladen               | Eiche am Schafskoben        | (52° 57′ 47,1″ N, 8° 28′ 19″ O)   | Mächtige, freistehende alte Eiche, Stammumfang ca. 4 m, Kronendurchmesser ca. 20 m, Höhe 20 m, Stammhöhe bis Kronenansatz 3,5 m. Fläche 350 m²                                                                   |             | ND 133 |
| BW                            | Schlatt bei Welsburg        | (53° 0′ 46,2″ N, 8° 28′ 11,8″ O)  | Birkenbruchwald in vermoorter Senke mit geschlossener Torfmoosdecke, in Senken auch Torfmoosschwingrasen, in der Krautschicht beide Wollgrasarten. Fläche 10000 m²                                               |             | ND 134 |
| BW                            | Schlatt Hinter dem Wehe     | (52° 59′ 48,9″ N, 8° 23′ 3,7″ O)  | Sehr nasser Birkenbruchwald/Weidensumpf mit unbetretbaren Torfstichbereichen. Häufig mit Torfmoos-, Wollgras- und/oder Hundsstraussgras-Schwingrasen. Fläche 26100 m²                                            |             | ND 135 |
| Fotos hochladen               | Moor im Rhader Sand         | (53° 0′ 11,7″ N, 8° 24′ 44,3″ O)  | Im Wald gelegenes Moor mit dichtem Torfmoosrasen, Scheidenwollgras und Grauer Segge, kleinflächig unbetretbare Schwingrasen. Fläche 11200 m²                                                                     |             | ND 136 |
| Fotos hochladen               | Margaretenmoor              | (53° 0′ 35″ N, 8° 28′ 58,5″ O)    | Birkenbruchwald in vermoorter Senke. Fläche 20200 m² |             | ND 137 |
| Fotos hochladen               | Schlatt im Stühe            | (52° 59′ 58,3″ N, 8° 27′ 46,1″ O) | Am Waldrand gelegenes Schlatt mit geschlossener Torfmoosdecke, mit Schmalblatt-Wollgras, Seggen und seltenen Torfmoosen. Fläche 7200 m²                                                                          |             | ND 138 |
| Fotos hochladen               | Lachmöwenschlatt Brettorf   | (52° 58′ 33,4″ N, 8° 26′ 52,9″ O) | Größeres, naturnahes Gewässer in einer vermoorten Geländemulde mit einer kleinen Insel als Brutplatz der Lachmöwe. Fläche 404 m² (Siehe auch Umgebung des Brettorfer Schlatts)                                   |             | ND 139 |
| Fotos hochladen               | Doveschlatt                 | (53° 0′ 18,4″ N, 8° 25′ 46,7″ O)  | Rundes Stillgewässer in einer vermoorten Geländemulde mit inselförmigen Uferbereichen, die als Biotope der Lachmöwe von Bedeutung sind. Fläche 33407 m²                                                          |             | ND 140 |
| BW                            | Feuchtwiese bei Rhade       | (52° 59′ 30,2″ N, 8° 24′ 8,1″ O)  | feucht-nasse Wiese beidseitig eines Wasserzuges, die neben Binsen, Seggen, Sumpfdotterblumen auch zwei Orchideenarten aufweist. Fläche 1150 m²                                                                   |             | ND 141 |
| Fotos hochladen               | Muckelmanns Teich           | (52° 57′ 59″ N, 8° 20′ 40,5″ O)   | Moorteich mit üppigen Fieberkleebeständen, Sumpfcalla und weiteren gefährdeten Pflanzenarten. Fläche 9400 m² |             | ND 142 |
| BW                            | Letzte der Sieben Buchen    | (52° 57′ 14,4″ N, 8° 22′ 22,8″ O) | eigentümlich gewachsene Buche mit einem Stammumfang von 4,3 m, Kronenansatz bereits in 1,5 m Höhe, Kronenbreite 20 m. Fläche 350 m²                                                                              |             | ND 143 |
| BW                            | Hutewaldrest Sieben Buchen  | (52° 57′ 14,7″ N, 8° 22′ 24″ O)   | knorrige, alte Eichen mit eigentümlichen, durch Beweidung geprägtem Wuchs als Restbestand des früheren Hutewaldes. Fläche 1800 m²                                                                                |             | ND 144 |